# 第五代莱斯特伯爵西蒙·德·孟福尔
第五代莱斯特伯爵西蒙·德·孟福尔或蒙福爾的西蒙四世（法語：Simon IV de Montfort，約1175年—1218年6月25日）是13世紀初的法國貴族和騎士。他被廣泛認為是中世紀最偉大的軍事指揮官之一。他參加了第四次十字軍東征，也是阿爾比十字軍的傑出人物之一。孟福爾主要因其在後者中的戰役而聞名，尤其是他在米雷的勝利。他在1218年死於圖盧茲之圍。從1188年到他去世，他一直是蒙福爾拉莫里的領主，1204年起是英格蘭的萊斯特伯爵。1213年起，他還是阿爾比、貝濟耶和卡爾卡松的子爵，並從1215年起擔任圖盧茲伯爵。

## 外部連結
- 维基共享资源上的相關多媒體資源：第五代莱斯特伯爵西蒙·德·孟福尔

| 英格蘭貴族爵位              | 英格蘭貴族爵位                                    | 英格蘭貴族爵位            |
| --------------------------- | ------------------------------------------------- | ------------------------- |
| 前任： 羅伯特·德·博蒙特     | 萊斯特伯爵 1206年－1218年                         | 繼任： 西蒙·德孟福尔      |
| 統治者頭銜                  |                                                   |                           |
| 前任者： 雷蒙·羅傑·特蘭卡維 | 貝濟耶、阿爾比 和卡爾卡松子爵 1209年－1218年      | 繼任者： 愛莫瑞·德·孟福爾 |
| 前任者： 伯納德·阿托六世    | 尼姆子爵 1214年－1218年                           | 繼任者： 愛莫瑞·德·孟福爾 |
| 前任者： 雷蒙德六世         | 有爭議 圖盧茲伯爵 1215年－1218年 與雷蒙德六世爭位 | 繼任者： 雷蒙德六世       |